# Alan Cumming
Alan Cumming, född 27 januari 1965 i Aberfeldy, Perth and Kinross, är en brittisk (skotsk) skådespelare som både gjort teater- och filmroller.
Cumming har bland annat spelat rollfiguren Nightcrawler i filmen X-Men 2. Han medverkade också i Bondfilmen Goldeneye där han spelade ett ryskt datorgeni.

## Privatliv
Alan Cumming är gift med Grant Shaffer. Under 1990-talet var han under två år förlovad med skådespelerskan Saffron Burrows.
Cumming är bisexuell.

## Filmografi (urval)
- 1994 – Black Beauty (röst)
- 1995 – Circle of Friends
- 1995 – Goldeneye
- 1999 – Eyes Wide Shut
- 2000 – Get Carter
- 2001 – Spy Kids
- 2001 – Josie and the Pussycats
- 2002 – Spy Kids 2
- 2003 – Spy Kids 3-D
- 2003 – X-Men 2
- 2004 – The L Word
- 2005 – Gustaf (röst)
- 2005 – Maskens återkomst
- 2006 – Gray Matters
- 2007 – Rick & Steve: The Happiest Gay Couple in All the World (röst)
- 2009–2016 – The Good Wife (TV-serie) (TV serie)
- 2010 – Burlesque
- 2011 – Smurfarna (röst)
- 2013 – Smurfarna 2 (röst)
- 2015 – Strange Magic (röst)
- 2025 – Glenrothan
- 2026 – Avengers: Doomsday